# (2691) Sérsic
(2691) Sérsic (1974 KB; 1938 UU; 1978 QR1) ist ein ungefähr fünf Kilometer großer Asteroid des inneren Hauptgürtels, der am 18. Mai 1974 am Felix-Aguilar-Observatorium im Nationalpark El Leoncito in der Provinz San Juan in Argentinien (IAU-Code 808) entdeckt wurde.

## Benennung
(2691) Sérsic wurde nach dem Astronomen José Luis Sérsic (1933–1993) benannt, der sich mit Extragalaktischer Astronomie beschäftigte. Er war Direktor des Observatorio Astronómico de Córdoba (IAU-Code 822) und war mit Jorge Sahade, nach dem der Asteroid (2605) Sahade benannt ist, am Aufbau des Instituto de Astronomía y Física del Espacio beteiligt.